# Tiếng Ả Rập vùng Lưỡng Hà
Tiếng Ả Rập vùng Lưỡng Hà, còn được gọi là tiếng Ả Rập Nam Lưỡng Hà hay tiếng Ả Rập Iraq, là cụm phương ngữ tiếng Ả Rập có thể thông hiểu lẫn nhau có nguồn gốc từ lưu vực Lưỡng Hà của Iraq cũng như kéo dài sang Syria, Iran, đông nam Thổ Nhĩ Kỳ và trong cộng đồng người di cư Iraq.
Tiếng Iraq Lưỡng Hà có một lớp nền tiếng Aram Syriac, và cũng chia sẻ những ảnh hưởng đáng kể từ các ngôn ngữ vùng Lưỡng Hà cổ như tiếng Akkad, Sumer và Babylon, cũng như tiếng Ba Tư, Thổ Nhĩ Kỳ, Kurd và Hy Lạp. Tiếng Ả Rập vùng Lưỡng Hà được cho là phương ngữ tiếng Ả Rập chịu ảnh hưởng từ ngôn ngữ Aram-Syria nhiều nhất, do tiếng Aram-Syria có nguồn gốc từ Lưỡng Hà và lan rộng khắp vùng Lưỡi liềm Màu mỡ trong thời kỳ Tân Assyria, cuối cùng trở thành lingua franca của toàn bộ khu vực vào thời kỳ tiền Hồi giáo. Người Ả Rập Iraq và người Assyria là những cộng đồng người Semit lớn nhất ở Iraq, chia sẻ những điểm tương đồng về ngôn ngữ.

## Lịch sử
Tiếng Aram là lingua franca ở Lưỡng Hà từ đầu thiên niên kỷ thứ 1 trước Công nguyên cho đến cuối thiên niên kỷ thứ 1 Công nguyên, và như có thể dự đoán, tiếng Ả Rập Iraq có biểu hiện của lớp nền Aram. Các phương ngữ Gelet và Iraq Do Thái đã giữ lại các đặc điểm của tiếng Aram Babylon.
Do tính đa văn hóa cũng như lịch sử của Iraq, tiếng Ả Rập Iraq lần lượt có sự vay mượn lớn trong từ vựng tiếng Aram, tiếng Akkad, tiếng Ba Tư, tiếng Thổ Nhĩ Kỳ, Kurd và Hindustan. Các yếu tố tiếng Mông Cổ và tiếng Turk khác trong phương ngữ Ả Rập Iraq cũng cần được nhắc đến, bởi vì các triều đại Turk-Mông Cổ sau khi xâm lược vùng Lưỡng Hà (vào năm 1258) đã biến Iraq thành một phần của Hãn quốc Y Nhi (Ilkhanate) (Iraq là quốc gia Ả Rập duy nhất chịu sự cai trị của người Mông Cổ), và cũng vì văn học và phương ngữ Ả Rập Iraq, cũng như thế giới Ả Rập, thường chịu sự cai trị bởi các sultan và tiểu vương quốc nói các ngôn ngữ Turk.

## Phân bố

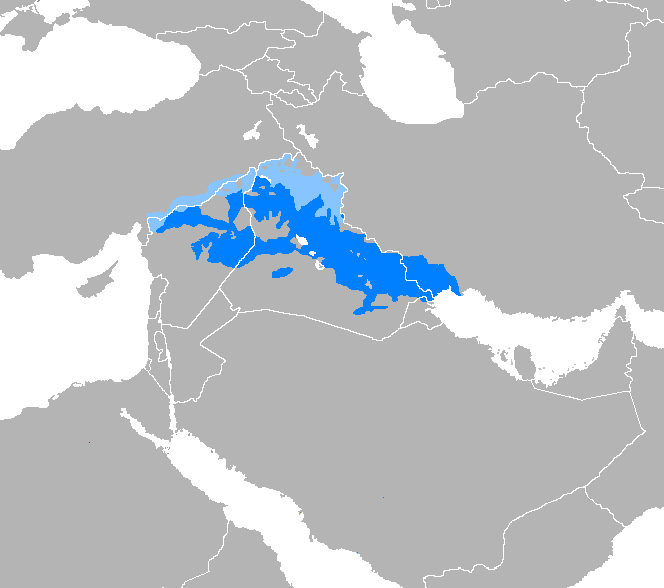
Một cái nhìn về nơi nói tiếng Ả Rập Iraq

Cả hai phương ngữ Gelet và Qeltu của tiếng Ả Rập Iraq đều được sử dụng ở Syria, trước đây được nói ở Euphrates miền đông Aleppo và ở Kuwait, Qatar, Bahrain, tỉnh Đông (Ả Rập Xê Út), tỉnh Khuzestan (Iran) và qua biên giới ở Thổ Nhĩ Kỳ.
Tiếng Ả Rập Síp chia sẻ một số lượng lớn các đặc điểm chung với tiếng Ả Rập vùng Lưỡng Hà; đặc biệt là phương ngữ miền bắc, và được coi là thuộc về khu vực phương ngữ này.